# Tasiocera (Tasiocera) wilhelminae
Tasiocera (Tasiocera) wilhelminae is een tweevleugelige uit de familie steltmuggen (Limoniidae). De soort komt voor in het Australaziatisch gebied.